# امبالور، ارناکولام
امبالور، ارناکولام (به انگلیسی: Amballur, Ernakulam) یک منطقهٔ مسکونی در هند است که در کرالا واقع شده‌است.

## خصوصیات
امبالور ۱۱٬۷۵۷ نفر جمعیت دارد.